# Solhanèls
Solhanèls (en francès Souilhanels) és un municipi del departament de l'Aude a la regió francesa d'Occitània.